# De 3 Ringe
De 3 ringe er væsentlige mytiske objekter i fantasy-romanen Ringenes Herre af J.R.R. Tolkien, og selvom de ikke direkte spiller en stor rolle i handlingen har de en stor indirekte rolle i romanen.
De 3 ringe blev smedet i Eregion, i den 2. alder,  af elversmeden Celebrimbor, en sønnesøn af Fëanor. Han smedede først de 7 ringe til dværgene og de 9 ringe til menneskene sammen med en meget dygtig smed, der i virkeligheden var Sauron i forklædning. De 3 ringe smedede Celebrimbor dog alene, men alligevel var de baseret på viden han havde fået fra Sauron.
Kort efter smedede Sauron Herskerringen (Den Ene Ring) i Mordor. Men da Sauron tog herskerringen på afslørede han sig samtidig for elverne, der straks tog deres ringe af således at Sauron aldrig fik magten over dem. Galadriel fik til opgave at opbevare Vandringen Nenya, mens Gil-Galad tog sig af de 2 andre ringe – Ildringen Narya og Luftringen Vilya. Sauron førte nu krig mod elverne i Eregion for at få kontrollen også med de 3 ringe, men fandt dem aldrig -  Celebrimbor døde i denne krig.
Først da Sauron mistede herskerringen efter det store slag i slutningen af 2. alder, kunne elverne igen bære ringene. Forinden dette slag havde Gil-Galad overdraget Narya til elverfyrsten Círdan og Vilya til elverkongen Elrond. Narya blev senere givet af Círdan til Gandalf.
- Narya: Ildringen, var den første af de tre ringe. Den var lavet af guld og havde en rød sten. Narya blev givet til Círdan, men da Cirdan mødte Gandalf i den 3. alder indså han hvad Gandalf var og hvor vigtigt hans ærinde var, og han gav derfor Narya til Gandalf.
- Nenya: Vandringen, var den anden af de tre ringe. Den var lavet af mithril og havde en hvid skinnende sten. Nenya blev givet Galadriel.
- Vilya: Luftringen, var den sidste af de tre ringe. Den var lavet af guld og havde en blå sten. Vilya blev givet til Elrond.

| Fiktion | Spire Denne artikel om en historie eller noget fiktivt er en spire som bør udbygges. Du er velkommen til at hjælpe Wikipedia ved at udvide den. |